# Sporthal Alverberg
 (signalé en août 2025).
Si vous disposez d'ouvrages ou d'articles de référence ou si vous connaissez des sites web de qualité traitant du thème abordé ici, merci de compléter l'article en donnant les références utiles à sa vérifiabilité et en les liant à la section « Notes et références ».
- Archive Wikiwix
- Bing
- Cairn
- DuckDuckGo
- E. Universalis
- Gallica
- Google
- G. Books
- G. News
- G. Scholar
- Persée
- Qwant
- (zh) Baidu
- (ru) Yandex
- (wd) trouver des œuvres sur Wikidata

Le Sporthal Alverberg est un hall omnisports situé à Hasselt, dans le Limbourg belge, où évoluent deux équipes sportives professionnelles, le club de handball du Hubo Initia Hasselt, et le club de basket-ball du Limburg United.

## Caractéristique
Le Sporthal Alverberg possède une capacité de 1 730 sièges. Elle compte 8 vestiaires et possède entre autres trois terrains de basket-ball, 2 terrains de handball et de futsal et enfin 6 terrains pour le volley-ball et le badminton. Une salle de judo ou de danse de 15 × 15 mètres existe également.

## Événements
- 2007 : Organisation des pools B et D du premier tour et F des Play-offs du Championnat d'Europe de volley-ball féminin 2007.
- 2014 : Organisation du Tournoi de qualification III de la Ligue des champions de l'EHF.
- 2015 : Organisation du Final Four de la BeNe League.

## Liste des équipes sportives
- Handball : Hubo Initia Hasselt
- Basketball : Hubo Limburg United